# Política da Eritreia
A Eritreia é um Estado autoritário unipartidário, governado pela Frente Popular por Democracia e Justiça (FPDJ). Outros grupos políticos não estão autorizados a se organizar, embora a não-implementada Constituição de 1997 prevê a existência de uma política pluripartidária. A Assembleia Nacional tem 150 assentos, dos quais 75 são ocupados pelo FPDJ. Eleições nacionais têm sido, periodicamente, agendadas e, posteriormente, canceladas; nunca houve eleições no país. Fontes locais independentes de informações políticas nas políticas domésticas eritreias são escassas; em setembro de 2001, o governo encerrou as atividades de todas as empresas privadas da nação; críticos do governo da mídia e da imprensa foram presos e detidos sem julgamento, de acordo com vários observadores internacionais, incluindo a Human Rights Watch e a Anistia Internacional. Em 2004, o Departamento de Estado dos Estados Unidos declarou a Eritreia um País de Preocupações Específicas (PPE) pela sua intensa perseguição religiosa.

## Eleições Nacionais
As Eleições Nacionais Eritreias foram anunciadas para serem relizadas 1995 e depois adiada até 2001; foi então decidido que porque 20% das terras da Eritreia estava sob ocupação, as eleições seriam adiadas até a resolução do conflito com a Etiópia. No entanto, eleições locais continuaram na Eritreia. As mais recentes eleições locais foram realizadas em maio de 2004. Em outras eleições, o Chefe-do-Estado-Maior, Yemane Ghebremeskel, disse:
| “ | A comissão eleitoral está a lidar com estas eleições, desta vez de modo que tenha um novo elemento neste processo. A Assembleia Nacional também encarregou a Comissão Eleitoral para definir a data para as eleições nacionais, assim sempre que a comissão eleitoral definir a data, haverá eleições nacionais. Isto não depende das eleições regionais. | ” |

## Relações exteriores

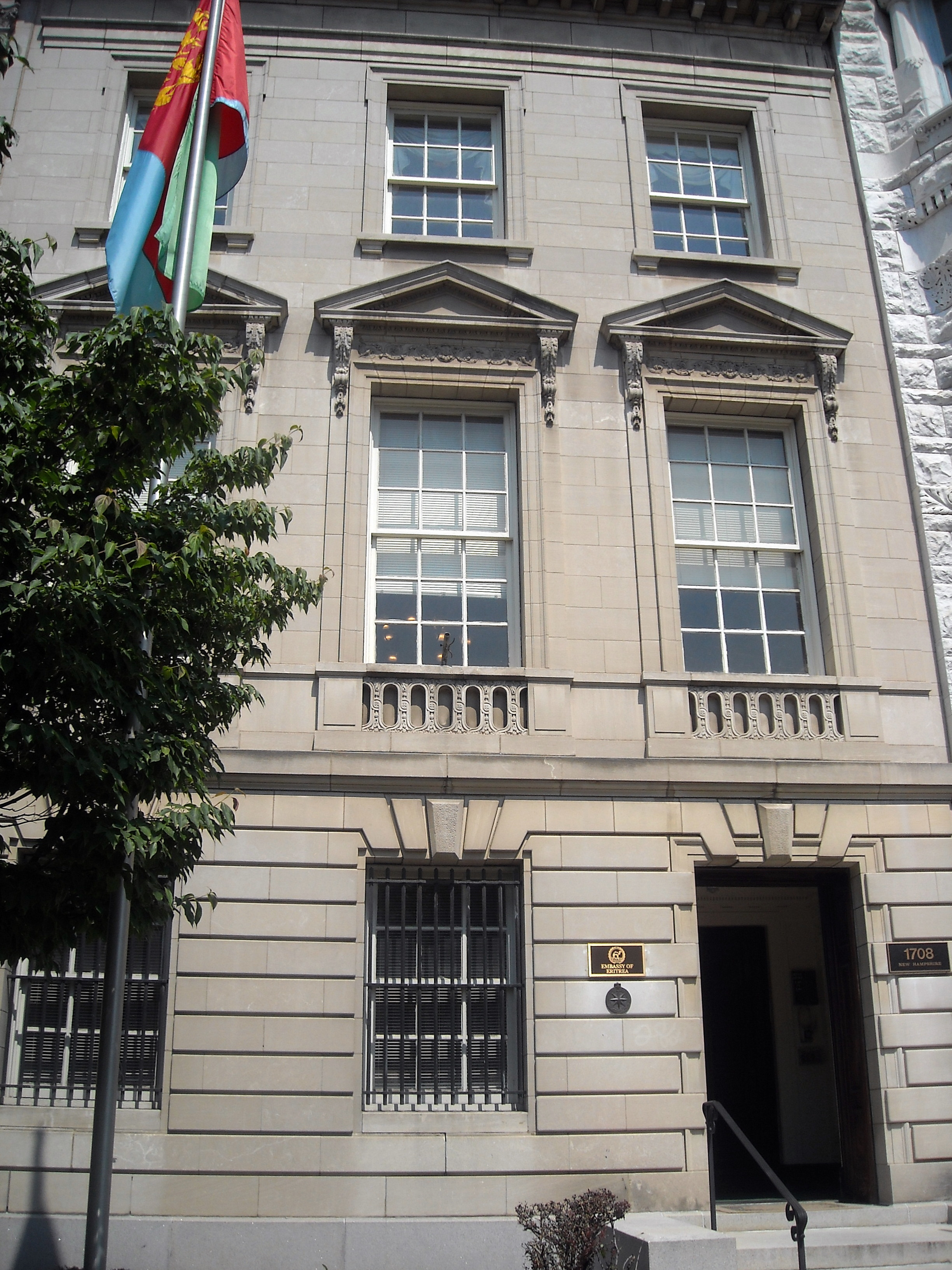
Emabixada da Eritreia nos Estados Unidos, em Washington D.C.

A Eritreia é membro da União Africana (UA), a organização sucessora da Organização da Unidade Africana (OUA) e é um membro observador da Liga Árabe. Porém o país afastou sua representatividade na UA em protesto à falta de liderança na implementação da demarcação da fronteira entre a Eritreia e a Etiópia. A relação da Eritreia com os Estados Unidos é complicada. Embora as duas nações tenham relações próximas de trabalho na atual guerra contra o terrorismo, tem havido uma crescente tensão em outras áreas. A relação da Eritreia com a Itália e a União Europeia tornou-se igualmente tensa em muitas áreas nos últimos três anos. A Eritreia também tem tensas relações com todos os seus vizinhos: Sudão, Etiópia, Iémen, Somália e Djibouti. Em 2007, a Etiópia expulsou sete diplomatas noruegueses, alegando que: "Os soldados da Eritreia são financiados integralmente pela Noruega. Ao apoiar àqueles que destroem os processos de paz em nosso país vizinho, a Noruega prejudica o trabalho de paz do governo etíope."
A Eritreia quebrou relações diplomáticas com o Sudão em dezembro de 1994. Esta ação foi tomada após um longo período de crescentes tensões entre os dois países, devido a uma série de incidentes transfronteirais envolvendo o Jihad Islâmico Eritreu (JIE). Embora os ataques não representem um ameaça para a establidade do governo da Eritreia (os infiltrados geralmente têm sido mortos ou capturados pelas forças do governo), os eritreus acreditavam que a Frente Islâmica Nacional (FIN) de Cartum, pudesse ajudar, treinar e armar os insurgentes. Após vários meses de negociações com os sudaneses para tentar terminar as incursões, o governo da Eritreia concluiu que o FIN não tinha a intenção de mudar sua política e rompeu relações com o país. Posteriormente, o governo eritreu organizou uma conferência de líderes da oposição do governo do Sudão, em junho de 1995, no esforço de ajudar a oposição a se unir e oferecer uma alternativa credível ao atual governo de Cartum. A Eritreia resumiu as relações diplomáticas com o Sudão em 10 de dezembro de 2005. Desde então, o Sudão acusou a Ertireia, junto com Chade, de apoiar os rebeldes.
A fronteira não-delineada com o Sudão representa um problema para as relações exteriores da Eritreia. Uma delegação de alto nível do Ministério de Assuntos Exteriores da Eritreia com o Sudão está sendo normalizada. Enquanto a normalizaação continua, a Eritreia tem sido reconhecida como uma mediadora da paz entre facções separatistas da guerra civil sudanesa. "É sabido que a Eritreia desempenhou um papel de trazer um acordo de paz [entre os sudaneses do sul e o Governo]", enquanto o governo sudanês e a Frente Leste têm requisitado a Eritreia para madiar negociações da paz.
Uma disputa com o Iémen sobre as Ilhas Hanish, em 1996, resultou em uma breve guerra. Como parte de um acordo de cessar as hostilidades, as duas nações concordaram em submeter a questão à Corte Permanente de Arbitragem de Haia. Na conclusão do processo, ambas as nações concordaram com a decisão. Desde 1996, os dois governos mantiveram-se desconfiantes um do outro, mas as relações estão sendo relativamente normais.
A fronteira não-delineada com a Etiópia é a questão externa principal da Eritreia. Isto levou a uma longa e sangrenta guerra fronteiriça, que decorreu de 1998 a 2000. Como resultado, a Missão das Nações Unidas na Etiópia e na Eritreia (MNAEE) ocupa uma área de 25 km por 900 km na fronteira para ajudar a establiziar a região. Desentendimentos após a guerra resultaram em um impasse pontuado por períodos de tensão elevada e novas ameaças de guerra. Em abril de 2002, a Etiópia e a Eritreia assinaram o Acordo de Argel, no qual eles concordaram em haver uma fronteira comum, elaborada por uma comissão independente, em Haia, sob os auspícios da Organização das Nações Unidas.
O que ainda faz com que haja um impasse entre a Eritreia e a Etiópia é o fracasso do segundo em respeitar a decisão de delimitação de fronteiras e renegar o seu compromisso de demarcação. O impasse levou o presidente da Eritreia a pedir urgência à ONU e tomar medidas sobre a Etiópia. Este pedido é descrito nas Onze Cartas enviadas ao Presidente do Conselho de Segurança das Nações Unidas. A situação é ainda piorada pelo esforço contínuo dos líderes da Eritreia e da Etiópia de apoiar a oposição de seu país rival.
A União Africana exigiu a aplicação de sanções sobre a Eritreia, acusando o país de apoiar os insurgentes na Somália.